# IC 4430
IC 4430 је спирална галаксија у сазвјежђу Кентаур која се налази на листи објеката дубоког неба у Индекс каталогу.
Деклинација објекта је - 33° 27' 18" а ректасцензија 14h 29m 19,3s. Привидна величина (магнитуда) објекта IC 4430 износи 12,0 а фотографска магнитуда 13,0. IC 4430 је још познат и под ознакама MCG -5-34-14, ESO 385-30, PGC 51763.